# Pabellón de Noruega (Epcot)
El Pabellón de Noruega es un pabellón de temática noruega que forma parte del World Showcase en Epcot en Walt Disney World Resort en Florida. 
Su ubicación es entre los pabellones de México y China.

## Disposición
El pabellón está diseñado para parecerse a un pueblo noruego. El pueblo incluye una reproducción detallada de la Iglesia de Stave (la cual sirve como una sala de exposiciones), con una estatua de Olaf II Haraldsson en el frente.
Gran parte del pabellón está ocupado por tiendas interconectadas. Estas tiendas están decoradas con grandes trolls de madera y venden una variedad de productos noruegos, que incluyen ropa, dulces y estatuillas de dioses y trolls nórdicos. Kringla Bakeri og Kafé es una panadería que ofrece una variedad de pasteles noruegos, como cuernos de crema y sándwiches de salmón abiertos. El restaurante Akershus, cuya fachada se asemeja a la fortaleza homónima en Oslo, ofrece un buffet frío y caliente y "Cenas de cuentos de princesas".
Como atracción se encuentra Frozen Ever After, un paseo en barco inspirado en la película animada Frozen. 